# The Host
Cet article concerne le film de Bong Joon-ho. Pour le film d'Andrew Niccol, voir Les Âmes vagabondes (The Host).
Pour les articles homonymes, voir Host.
Pour plus de détails, voir Fiche technique et Distribution.
The Host (hangeul : 괴물 ; hanja : 怪物 ; RR : Gwoemul ; MR : Koemul ; litt. « Monstre ») est un film sud-coréen réalisé par Bong Joon-Ho, sorti en 2006.
Il est présenté dans la sélection de la « Quinzaine des réalisateurs » du festival de Cannes 2006.

## Synopsis
En 2000, un scientifique travaillant dans une base de l'armée américaine jette des produits toxiques dans un évier qui se verse dans le Han sur ordre de son supérieur. Au cours des années suivantes, plusieurs personnes observent une étrange créature amphibie et la population de poissons décroît.
Six ans plus tard, à Séoul, alors que Park Gang-du, vendeur au caractère immature, travaille au bord du fleuve dans un petit snack où il vit avec sa fille unique Hyun-seo, ainsi que son père Hee-bong, sa sœur Nam-joo, une tireuse à l'arc de seconde zone, et son frère Nam-il, un diplômé au chômage, la foule assiste à un spectacle qui ne tarde pas à déclencher la panique : une créature monstrueuse, immense et inconnue, surgissant de la rivière, piétine et attaque la foule, en détruisant tout sur son chemin. Gang-du essaie de se sauver avec sa fille, mais il la perd au cœur de la foule apeurée et, à la suite d'une confusion, la voit soudain se faire enlever par ce monstre qui retourne ensuite avec elle au fond de la rivière. Des représentants du gouvernement, de l'armée sud-coréenne et de l'United States Forces Korea arrivent et mettent en quarantaine les personnes qui ont été en contact avec la créature, y compris Gang-du et sa famille, prétextant qu'elle est porteuse d'un virus mortel.
Gang-du, anéanti, se sent coupable de la disparition de sa fille mais ne veut pas se résigner à sa mort. Il reçoit alors un appel téléphonique de Hyun-seo, qui lui dit qu'elle est coincée quelque part dans les égouts avec la créature avant que son portable s'arrête de fonctionner. Gang-du et sa famille s'échappent de l'hôpital. Hee-bong achète un camion, des armes et une carte des égouts pour chercher Hyun-seo. Ils retrouvent la créature mais découvrent que leurs armes sont inefficaces, et Hee-bong se sacrifie pour que ses enfants puissent s'échapper. Gang-du est capturé par l'armée. Nam-il et Nam-joo s'échappent mais sont séparés.
Deux garçons sans abri sont à la recherche de nourriture lorsqu'ils sont attaqués et avalés par la créature. Celle-ci les régurgite ensuite. L'un d'eux, Se-joo, est encore en vie, et Hyun-seo l'aide à se mettre à l'abri de la créature. Nam-il va voir un ami pour retracer l'appel de Hyun-seo. Il apprend que le gouvernement a accordé une prime pour la capture de sa famille. Son ami tente de capturer Nam-il, mais il parvient à s'échapper après avoir obtenu l'emplacement général de Hyun-seo, qu'il transmet à Nam-joo et Gang-du. Il rencontre un sans-abri qui, après avoir pris connaissance des intentions de Nam-il, décide de l'aider. Gang-du entend un scientifique américain admettre qu'il n'y a pas de virus ; tout a été inventé pour distraire les gens de l'origine de la créature. Gang-du s'échappe en prenant en otage une des infirmières.
Dans les égouts, pendant que la créature dort, Hyun-seo fabrique une corde et l'utilise pour sortir du trou. Elle se rend compte trop tard que la créature fait semblant de dormir pour la faire sortir de sa cachette. Hyun-seo et Se-joo sont avalés par la créature. Le gouvernement annonce le déversement d'un produit chimique appelé agent jaune dans la rivière et ses environs, en espérant qu'il tuera la créature. Gang-du trouve l'endroit où la créature dort. Alors qu'il descend dans le trou, le monstre passe au-dessus de lui. Il voit le bras de Hyun-seo dépassant de sa gueule et lui donne la chasse, rencontrant Nam-joo en chemin. La créature se rend à l'endroit où l'agent jaune est libéré et où une grande foule s'est formée en signe de protestation.
Lorsque la créature attaque la foule, l'agent jaune est libéré, ce qui semble étourdir la créature. Gang-du sort Hyun-seo de sa gueule mais découvre qu'elle est morte en protégeant Se-joo. Gang-du attaque la créature mais est assommé. Nam-il et le sans-abri viennent en aide à Gang-du. Tandis que Nam-il lance des cocktails Molotov sur la créature, le sans-abri verse de l'essence dessus. Nam-joo tire sur la créature avec une flèche enflammée. La créature, en feu, tente de fuir mais Gang-du l'empale avec une barre métallique, la tuant. Dans la scène finale, Gang-du a adopté Se-joo et tous les deux vivent dans son snack.

## Fiche technique
Sauf indication contraire ou complémentaire, les informations mentionnées dans cette section peuvent être confirmées par la base de données KMDb
- Titre original : 괴물
- Titre international et français : The Host
- Réalisation : Bong Joon-ho
- Scénario : Baek Chul-hyun, Bong Joon-ho et Ha Joon-won
- Musique : Lee Byeong-woo
- Décors : Ryu Seong-hee
- Costumes : Cho Sang-kyung
- Photographie : Kim Hyung-goo
- Son : Choi Tea-young
- Montage : Kim Sun-min
- Production : Choi Yong-bae
- Production déléguée : Joh Neung-yeon
- Sociétés de production : Chungeorahm Film et Sego Entertainment
- Sociétés de distribution : Showbox (Corée du Sud) ; Alliance Vivafilm (Québec)[1] et Océan Films (France)
- Budget : 12 000 000 de dollars[2]
- Pays de production :  Corée du Sud
- Langue originale : coréen, anglais
- Format : couleur - 1,85:1 - son Dolby Digital
- Genre : fantastique, horreur, science-fiction, thriller, comédie
- Durée : 119 minutes
- Dates de sorties :
  - France : 21 mai 2006 (festival de Cannes) ; 22 novembre 2006 (sortie nationale)
  - Corée du Sud : 27 juillet 2006
  - Belgique : 6 avril 2007 (Festival international du film fantastique de Bruxelles) ; 2 mai 2007 (sortie nationale)
  - Québec : 24 juillet 2007 (DVD)[1]
- Classification :
  - Corée du Sud : Interdit aux moins de 12 ans[3] ;
  - France : Tout public avec avertissement lors de sa sortie en salles.

## Distribution
- Song Kang-ho (V. F. : Philippe Valmont) : Park Gang-du
- Byun Hee-bong (V. F. : Gabriel Le Doze) : Park Hee-bong
- Park Hae-il (V. F. : Alexis Victor) : Park Nam-il
- Bae Doona (V. F. : Isabelle Gardien) : Park Nam-joo
- Go Ah-seong (V. F. : Noémie Orphelin) : Park Hyun-seo
- Lee Jae-eung (V. F. : Donald Reignoux) : Se-jin
- Lee Dong-ho : Se-joo
- Yoon Je-moon (V. F. : Constantin Pappas) : le SDF
- Park No-sik (1971-) (V. F. : Pierre-François Pistorio) : Shades
- Brian Rhee (V. F. : Damien Boisseau) : Dr Kim Roi-ha
- Im Pil-sung (V. F. : Serge Faliu) : l'ancien camarade de Nam-il
- Scott Wilson (V. F. : Allan Wenger) : le médecin militaire à la morgue
- Oh Dal-soo : la voix du monstre

Sources et légende : Version française (V. F.) et sur le carton du doublage français sur le DVD zone 2.

## Tournage
Le tournage a lieu à Séoul sur le fleuve Han, précisément au parc Yeouido Hangang (en), ainsi que les ponts de Seogang (en), Dongjak (en),  Wonhyo (en) — d'où la cachette du monstre — et Jamsil (en).

## Accueil

### Critiques
Le film recueille 93 % de critiques positives, avec un score moyen de 7.7⁄10 et sur la base de 150 critiques collectées, sur le site Rotten Tomatoes. Sur Metacritic, il obtient un score de 85⁄100, sur la base de 35 critiques collectées. The Host est élu quatrième meilleur film de la décennie 2000-2009 par les Cahiers du cinéma

### Box-office
| Pays ou région | Box-office         | Date d'arrêt du box-office | Nombre de semaines |
| -------------- | ------------------ | -------------------------- | ------------------ |
| Monde          | 89 431 890 $       | ?                          | ?                  |
| Corée du Sud   | 13 019 740 entrées | 24 septembre 2006          | 9                  |
| France         | 134 368 entrées    | 5 décembre 2006            | 2                  |

Ce film est le plus gros succès sud-coréen en termes d'audience avec 13 000 000 entrées, dépassant Le Roi et le Clown, sorti l'année précédente, qui en a totalisé 12 300 000.

## Distinctions

### Récompenses
- Blue Dragon Film Awards 2006 :
  - Meilleur film
  - Meilleure nouvelle actrice (Ko Ah-sung)
  - Meilleur acteur dans le second rôle (Byeon Hie-bong)
  - Meilleurs effets spéciaux

- Asia-Pacific Film Festival 2006 :
  - Meilleur montage (Kim Sun-min)
  - Meilleur son (Choi Tae-young)
  - Meilleur acteur dans le second rôle (Byeon Hie-bong)

- Hawaii International Film Festival 2006 : meilleur long-métrage

- Festival international du film de Catalogne 2006 :
  - Meilleurs effets spéciaux
  - Prix d'Orient Express

- Asian Film Awards 2007 :
  - Meilleur acteur (Song Kang-ho)
  - Meilleure photographie (Kim Hyung-ku)
  - Meilleur film
  - Meilleurs effets spéciaux

- Grand Bell Awards 2007 :
  - Meilleure réalisation (Bong Joon-ho)
  - Meilleur montage (Kim Sun-min)

- Baek Sang Art Awards 2007
  - Meilleur film
  - Meilleure nouvelle actrice (Ko Ah-sung)

- Fantasporto 2007 : meilleure réalisation (Bong Joon-ho)

### Nominations et sélections
- Festival de Cannes 2006 - Sélection de la Quinzaine des réalisateurs :
  - Prix Europa Cinema
  - Prix Art et Essai-CICAE
  - Prix Regards Jeunes

- Festival du film de Sarlat 2006 : avant-première

- Rencontres Cinématographiques de la Seine-Saint-Denis 2006 : film d'ouverture

- Festival international du film de Catalogne 2006 : meilleur film

- Asian Film Awards 2007 : meilleur montage (Kim Sun-min)

- Grand Bell Awards 2007 :
  - Meilleur acteur (Song Kang-ho)
  - Meilleure photographie
  - Meilleur film
  - Meilleur acteur dans un second rôle
  - Meilleure actrice dans un second rôle

- - Hong Kong Film Awards 2007 : meilleur film asiatique

- Empire Awards 2007 : meilleur film d'horreur

- Saturn Awards 2007 :
  - Meilleur jeune acteur (Ko Ah-seong)
  - Meilleur film international

- Chlotrudis Awards 2008 : meilleur groupe de distribution

## Analyse

### Dimension politique
Interrogé par le magazine Première, le réalisateur Bong Joon-ho reconnaît le caractère contestataire du film tout en espérant que « ce n'est pas un film anti-américain ».
Le film a ainsi été salué en Corée du Nord comme une critique contre la présence de troupes américaines en Corée du Sud.
De fait, la narration est partiellement inspirée d'un accident réel survenu en 2000. Ainsi, le film a incité les écologistes du Sud à demander une enquête sur la pollution causée au pays par les bases militaires américaines. Albert McFarland, un entrepreneur de pompes funèbres travaillant pour les forces américaines en Corée qui aurait ordonné en 2000 le déversement de formaldéhyde dans la rivière Han qui traverse Séoul, avait  été condamné à deux ans de suspension et mis en liberté sous caution.

### Métaphores
Plus qu'une critique de la présence militaire américaine en Corée du Sud, il semblerait que le film soit clairement à double lecture. Plusieurs éléments peuvent être mis en valeur :
- Le terme d'« agent jaune » ferait référence à l'agent orange, un défoliant cancérigène et tératogène persistant utilisé massivement par l'armée américaine pendant la guerre du Viêt Nam et, c'est un sujet plus controversé, pendant la guerre de Corée.
- La similitude de forme entre le diffuseur de l'agent jaune et la première vue intégrale du monstre lui-même, suspendu sous un pont (combattre le mal par le mal ?).
- L'officier américain tournant un instant sa caméra en direction d'un groupe de manifestants venant d'inhaler de l'agent jaune et en subissant les conséquences (évocation des expérimentations « scientifiques » douteuses ayant toujours accompagné les guerres ?).
- L'histoire du personnage de Hyun-seo n'est pas sans rappeler le sort de deux collégiennes sud-coréennes de 14 ans, Shim Mi-seon et Shin Hyo-sun, écrasées le 13 juin 2002 par un blindé de l'armée américaine, un accident qui suscita de violentes manifestations antiaméricaines en Corée du Sud.
- Le personnage de Nam-ju, championne malchanceuse de tir à l'arc qui finit par prendre sa revanche en affrontant le monstre, évoque le contentieux entre la Corée du Sud et les États-Unis à la suite de la course des 1 500 mètres en patinage de vitesse sur piste courte lors des Jeux olympiques d'hiver de 2002 à Salt Lake City. Le Sud-Coréen Kim Dong-sung, qui avait franchi la ligne d'arrivée en premier, fut disqualifié pour avoir gêné l'Américain Apolo Anton Ohno qui remporta finalement la médaille d'or. Le mécontentement fut tel qu'en 2003, pour des raisons de sécurité, Ohno ne put venir en Corée du Sud participer aux compétitions comptant pour la Coupe du monde de patinage de vitesse sur piste courte. En 2005, la police anti-émeute sud-coréenne dut se déployer à l'aéroport international d'Incheon pour assurer la sécurité du sportif.

## Exploitation et suites
The Host 2 a été annoncé en 2009[réf. nécessaire]. La réalisation devait être assurée par Ning Hao pour une sortie en 2010 ou en 2011. C'est ensuite Park Myeong-chan qui en a la charge, pour une sortie prévue en 2014. Le projet semble avoir été enterré depuis.
Le 8 mars 2023, The Host ressort en France au cinéma dans une version restaurée en 4K.